# 甜蜜的接觸
《甜蜜的接觸》是的日本漫畫作品，自2006年九月號起在《月刊Dragon Age》（富士見書房）上連載。中文版由台灣角川出版發行。

## 作品概要
雖然在少年向的雜誌上連載，作品中卻以「愛撫」為主題，時常出現比成人漫畫還要色情的場面，不過很少出現裸體。作品中尿意也同時暗指愛液，被當成同樣的東西看待。
因為太多過於色情的場面而休刊次數頻繁也是一大特徵。

## 劇情簡介
居住在里見市的高中一年級學生村上香旗，和姐姐薰子一起參觀梅園寺重工舉辦的女僕機器人展。突然間，從天空掉下大量的衛生紙，以及謎之少女雫石。香旗叫住企圖逃跑的雫石，雫石卻突然失禁，兩人不得不到女生廁所去處理。雫石要求香旗舔自己的尿液，香旗沒辦法而答應了她，在實行的瞬間，雫石的胯下出現了一條光之線，並且連接在香旗的右手上。此時，展示品的機器女僕突然向雫石襲擊過來……

## 登場人物
村上 香旗
住在里見市的高一學生，15歲。薙刀道場長男，雙親號稱要進行「武者修行」而在世界各地旅行，因此香旗和姐姐過著兩個人的生活。在女僕機器人展時莫名其妙的和雫石連接後，過著慌慌張張的日子。
村上 薰子
香旗的姐姐，因為留級過而就讀高中一年級。重度的戀弟情節，把介入自己和弟弟的兩人生活的雫石視為眼中釘。
萬杜 小太郎
大太羅神社的前神職人員。由於已經年老，不必擔心封印被解開而和那姆訂契約成為她的主人。特技是用舌頭愛撫。
萬杜 真依
小太郎的孫女，香旗的同學。有百合傾向。

### 半人半機
雫石
集合古代文明精華而製造出來的三位半人半機之一，體內封印著古代巨人靈魂的一部份。口頭禪為「丟臉到好像要懷孕了」。
隨身攜帶大量衛生紙，之所以會突然失禁是因為古代巨人的靈魂解放了半人半機者的性慾，為了解除封印而分泌媚藥的緣故。
在機器人展時，能和被認定為主人的香旗同步行動，但在距離太遠時會失去控制而陷入銀亂狀態，因此在香旗上學期間，雫石在保健室幫忙保健室醫生山菅老師。
那姆
半人半機之一。外表為東南亞人的樣貌。對成為雫石主人的香旗說明梅園寺重工攻擊雫石的原因。梅園寺重工企圖解放被封印的古代巨人，讓巨人帶來無盡的破壞。
艾莉絲提爾
第三位半人半機。外表比另外兩人年幼。

### 梅園寺重工
梅園寺 義隆
梅園寺重工機器人部門最高負責人。企圖復活古代巨人而追擊逃跑的雫石。
貫一郎
里見高中的學生，卻是直屬於義隆的梅園寺重工相關人物。打從心底愛慕薰子，願意為薰子奉獻一切。稱呼薰子為薰。
女僕機器人
梅園寺重工最新型的量產機器人。半人半機的仿製品，具有高明的戰鬥與分析能力。

## 出版書籍

### 日文版
1. 2007年5月9日初版 ISBN 9784047124974
2. 2007年7月9日初版 ISBN 9784047125032
3. 2009年11月9日初版 ISBN 9784047126350
4. 2010年6月9日初版 ISBN 9784047126701

### 中文版
1. 2008年6月28日初版 ISBN 9789861747088
2. 2008年12月11日初版 ISBN 9789861749150

## 外部連結
- （作者個人網站）（日語）
- 月刊Dragon Age （页面存档备份，存于）（日語）